# Джон II Комин
Джон II Комин, лорд Баденох и Лохабер (англ. John II Comyn, Lord of Badenoch; ок. 1242—1302) — шотландский аристократ. Был также известен как «Черный Комин». Один из шести регентов Шотландии в период правления королевы Маргарет Норвежской Девы (1286—1292), один из претендентов на корону в ходе «Великой тяжбы».

## Биография
Представитель клана Комин. Один из пяти сыновей Джона I Комина (около 1215—1275), лорда Баденоха (1258—1275). После смерти своего отца в 1275 году Джон Комин унаследовал лордство Баденох.
В 1284 году Джон Комин вместе с другими шотландскими дворянами признал принцессу Маргарет в качестве наследницы своего деда, короля Шотландии Александра III. Он был одним из регентов Шотландского королевства с 1286 по 1292 год. В июле 1296 года Джон Комин был представлен королю Англии Эдуарду I в Монтрозе.
Будучи потомком по женской линии короля Шотландии Дональда III, Джон Комин был одним из тринадцати претендентов на королевский трон Шотландии в ходе «Великой тяжбы». В 1292 году Джон Комин поддержал избрание королем Шотландии своего шурина, Джона де Баллиола.
Джон Комин («Черный Комин»), глава самой влиятельной дворянской семьи в Шотландии, был преданным союзником Джона де Баллиола и помогал ему в борьбе против Эдуарда I. Джону Комину приписывают строительство нескольких крупных замков в Инвернессе. В настоящее время сохранились замки Балвени и Инверлохи. Джон II Комин, как и его отец Джон I Комин, получил от короля Александра III поручение охранять северные земли Шотландии от вторжений викингов и датчан.
Джон II Комин, лорд Баденох, скончался в замке Лохиндорб в 1302 году.

## Семья
Джон Комин был женат на Элеоноре (Марии, Марджори) де Баллиол, дочери Джона де Баллиола из Барнард Касл (1210—1268) и Дерворгилы Галлоуэйской (1210—1290). У них был один сын:
- Джон III Комин, лорд Баденох («Рыжий Комин») (ок. 1269—1306), женат на Джоан де Валенс, дочери Уильяма де Валенса, 1-го графа де Пембрука.